# Ardisia denhamioides
Ardisia denhamioides là một loài thực vật có hoa trong họ Anh thảo. Loài này được S.Moore mô tả khoa học đầu tiên năm 1916.